# Colonia (Yap)

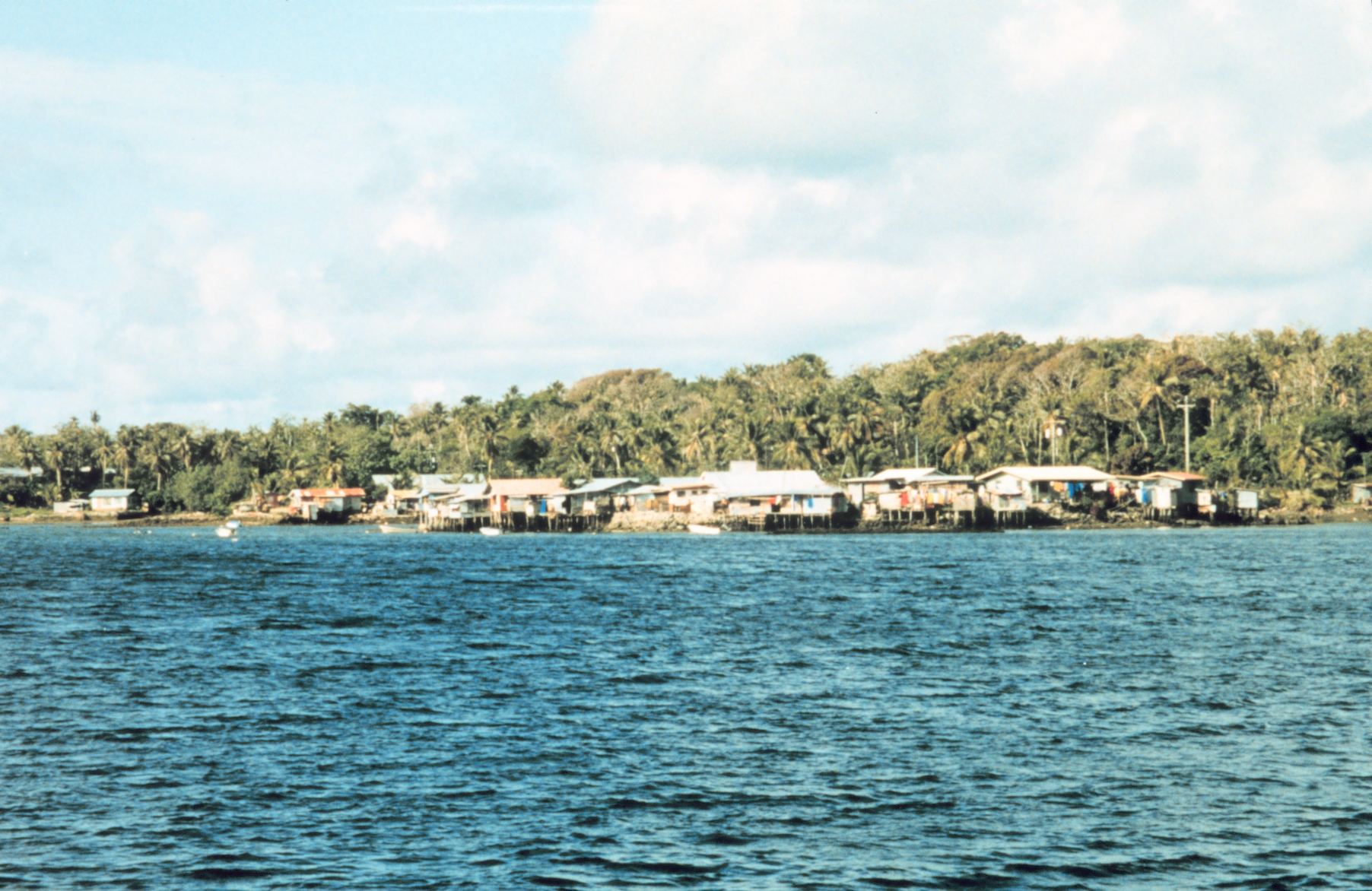
Ansicht von Colonia

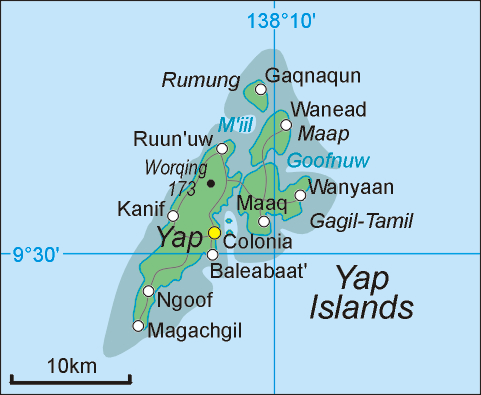
Karte der Yap-Inseln und Lage von Colonia

Colonia ist eine Stadt in den Föderierten Staaten von Mikronesien im Pazifischen Ozean. Sie liegt an der Ostküste der Insel Yap und hat 3216 Einwohner (Zensus 2000).
Colonia ist Hauptort der Yap-Inseln (Yap Proper) und zugleich Hauptstadt des mikronesischen Teilstaates Yap, eines der vier Bundesstaaten, die zusammen die Föderierten Staaten von Mikronesien bilden. Sie besteht aus den Gemeinden Weloy (Nordteil, 1197 Einwohner) und Rull (Südteil, 2019 Einwohner).
Koordinaten: 9° 31′ N, 138° 8′ O